# Świątniki Górne
Świątniki Górne – miasto w woj. małopolskim, w powiecie krakowskim, siedziba gminy miejsko-wiejskiej Świątniki Górne.
Pod względem geograficznym znajduje się na Pogórzu Wielickim. Lokalny ośrodek usługowy; drobny przemysł metalowy. Znany ośrodek rzemiosła ślusarskiego (kłódki, artystyczne wyroby ślusarskie). Według danych GUS z 1 stycznia 2024 r. miasto miało 2385 mieszkańców.

## Historia

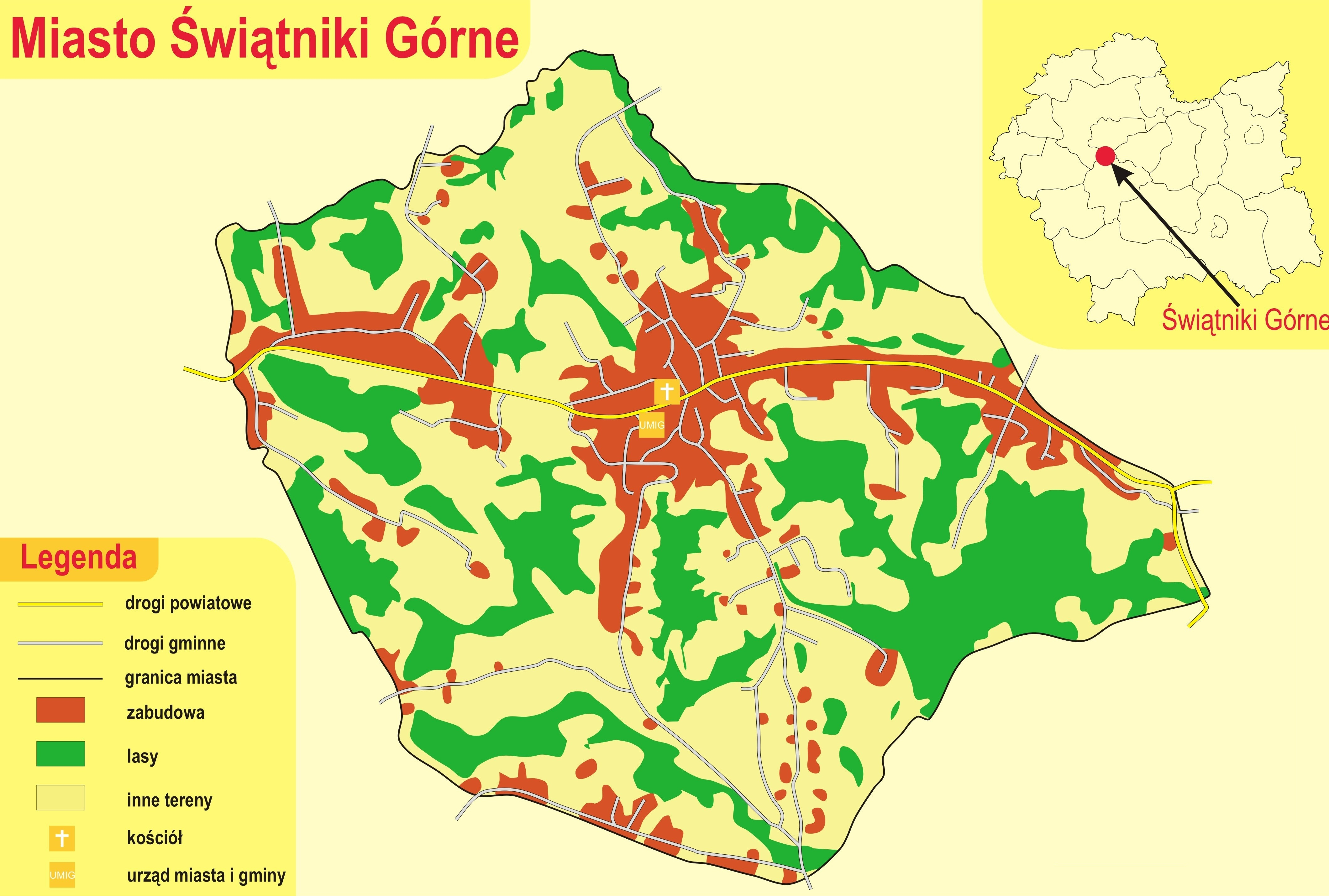
Plan Świątnik Górnych

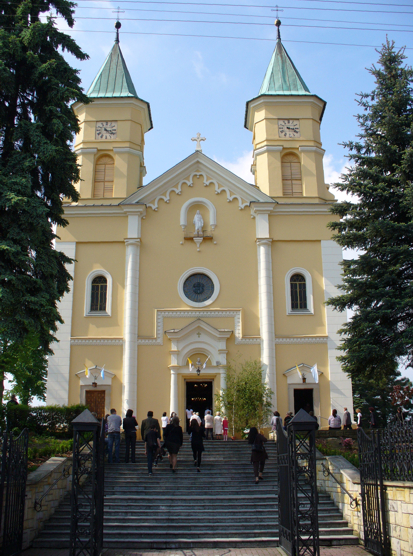
Kościół parafialny św. Stanisława

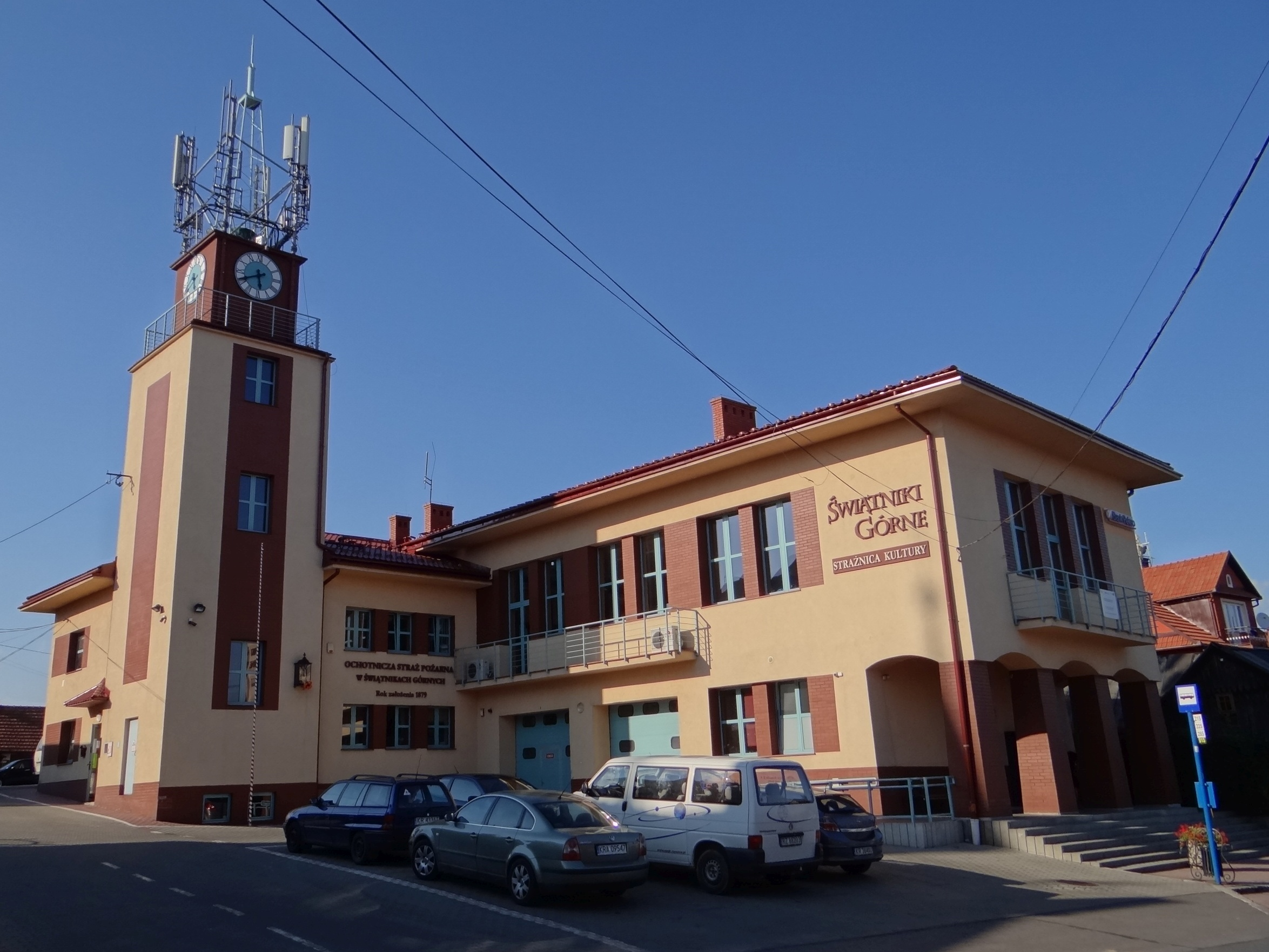
Remiza OSP

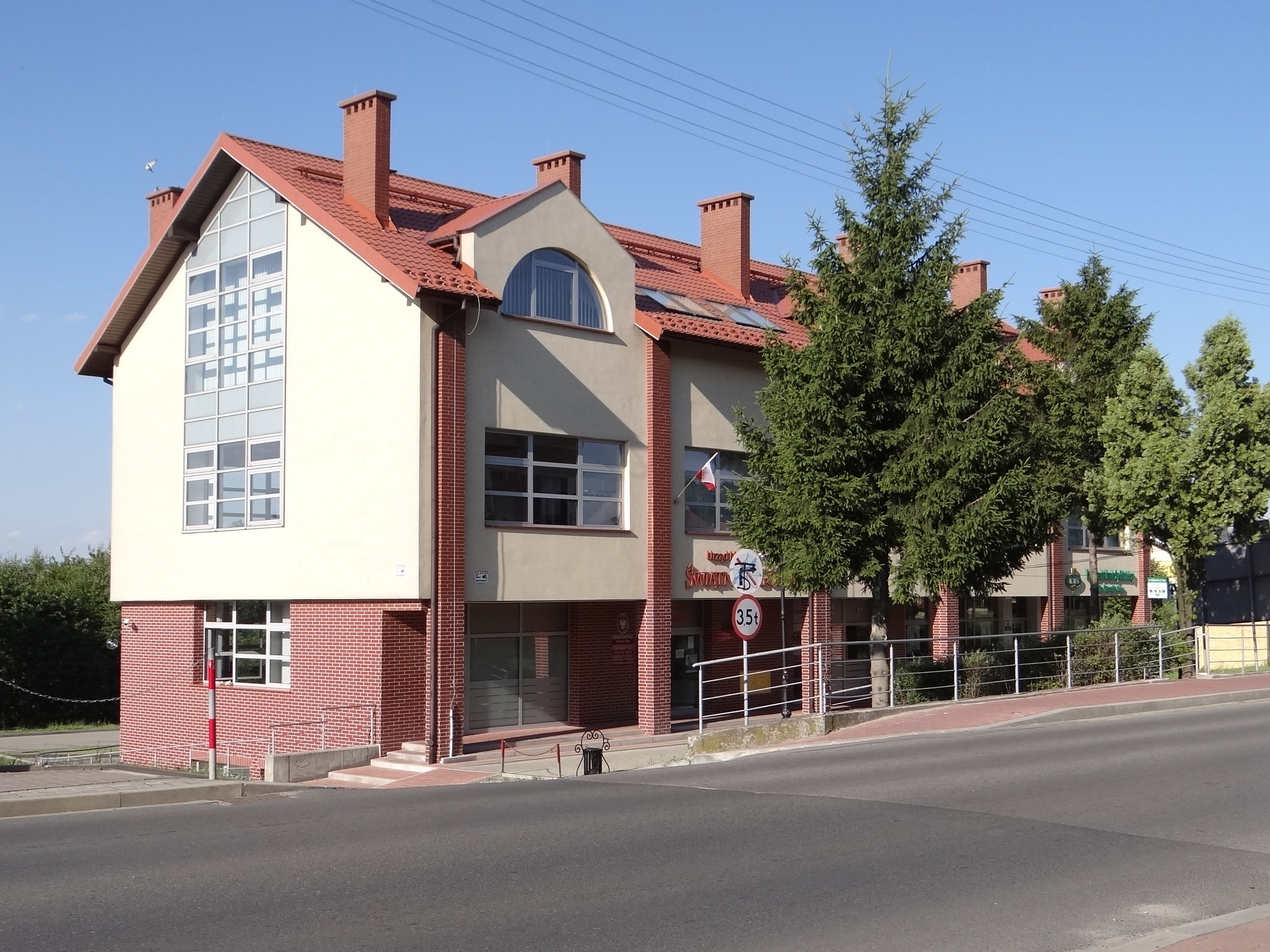
Urząd Gminy

Miejscowość Świątniki Górne została założona prawdopodobnie w XI wieku jako osada służebna należąca do kapituły katedry krakowskiej. Wybrani mieszkańcy mieli obowiązek służby w katedrze w Krakowie – służba kościelna, pilnowanie porządku, dzwonienie (m.in. dzwonem Zygmuntem w pewnym okresie), oprowadzanie zwiedzających po katedrze i kryptach. Pierwszy zachowany zapis dotyczący Górek znajduje się w Liber beneficiorum Jana Długosza, który wspomina m.in. o podziale wsi na 12 gospodarstw, o obowiązku służebnym dającym jednocześnie zwolnienie od pańszczyzny oraz o przebiegu granic.
W latach 1590–1600 biskup krakowski, kardynał Jerzy Radziwiłł, sprowadził włoskich rusznikarzy, żeby mieć możliwość wyposażenia chorągwi biskupich. Dało to początek działalności kowalskiej i płatnerskiej w Świątnikach. Gdy pod koniec XVIII w. nie było już zbytu na zbroje husarskie i szable, mieszkańcy wsi przenieśli swoje doświadczenia na produkcję głównie zamków i kłódek.
Wieś kustosza kapituły katedralnej krakowskiej w powiecie szczyrzyckim województwa krakowskiego w końcu XVI wieku.
Od 1772 r. Świątniki znalazły się w zaborze austriackim. Władze zniosły zależności służebne wobec katedry i wieś przeszła na własność państwa. W trosce o rozwój techniczny i przemysłowy w Galicji, na wniosek sejmu we Lwowie, władze cesarskie założyły w 1888 r. c. k. Szkołę Ślusarską, aby kształcić przyszłych majstrów ślusarskich i wprowadzać nową technologię do produkcji kłódek (m.in. prasy ręczne i prasa parowa).
Świątniczanie licznie brali udział w walkach o wolność w 1846 r. (na Węgrzech) i w powstaniu styczniowym. Walczyli także w szeregach legionów polskich oraz wcieleni w austriackiej armii podczas I wojny światowej, a także później podczas wojny polsko-bolszewickiej 1920–1921. W okresie międzywojennym nastąpił szczytowy rozwój ślusarstwa w Świątnikach. Obok Spółki Ślusarskiej działającej przy Szkole Ślusarskiej, działały także małe spółki przemysłowe – M. Czerwiński i Ska zwana jako „Haszpień”, Stanisław Kwintowski i Ska zwana jako „Mazur” oraz spółka „Polonez”. Po II wojnie światowej nowe władze ludowej Polski, naliczając olbrzymie podatki na prywatne spółki, doprowadziły na zaprzestania ich działalności i powołania w ich miejsce Spółdzielni Pracy Metalowców „Przyszłość”.
W latach 1975–1998 miejscowość znajdowała się w woj. krakowskim. Świątniki Górne uzyskały prawa miejskie w 1997 roku.

## Zabytki
Obiekt wpisany do rejestru zabytków nieruchomych województwa małopolskiego.
- Kościół parafialny pw. św. Stanisława Bpa i Męczennika, otoczenie z drzewostanem.

## Inne zabytki
- Muzeum Ślusarstwa im. Marcina Mikuły.

## Demografia

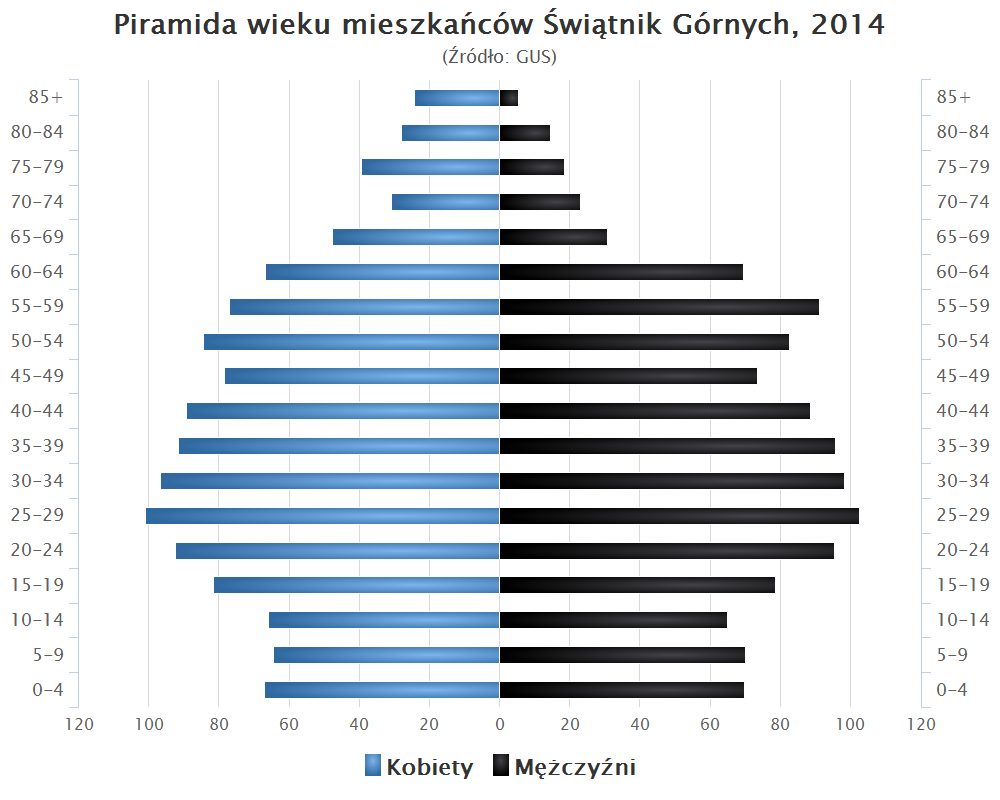
Piramida wieku mieszkańców Świątnik Górnych w 2014 roku

## Struktury wyznaniowe
- Parafia św. Stanisława – została utworzona w 1845 r.
  - Kościół św. Stanisława[6]

## Miasta partnerskie
- Beaugency  Francja
- Krzemieniec  Ukraina
- Múcsony  Węgry